# Bobsleigh als Jocs Olímpics d'Hivern de 2010 - Quatre homes
Als Jocs Olímpics d'Hivern de 2010 celebrats a la ciutat de Vancouver (Canadà) es disputà una prova bobsleigh de quatre homes, que unit a la resta de proves conformà el programa oficial de bobsleigh dels Jocs.
La prova es disputà entre els dies 26 i 27 de febrer de 2010 a les instal·lacions del Whistler Sliding Centre. Hi participaren un total de 100 corredors de 17 comitès nacionals diferents.

## Resum de medalles
| Or                                                                                  | Argent                                                                            | Bronze                                                                          |
| Estats Units · USA ISteve Holcomb · Steve Mesler · Curtis Tomasevicz · Justin Olsen | Alemanya · Alemanya IAndré Lange · Kevin Kuske · Alexander Rödiger · Martin Putze | Canadà · Canadà ILyndon Rush · David Bissett · Lascelles Brown · Chris le Bihan |

## Resultats
| Pos. | Dorsal | CON                    | Corredors                                                                          | Volta 1    | Volta 2    | Volta 3    | Volta 4    | Total   | Dif.  |
| ---- | ------ | ---------------------- | ---------------------------------------------------------------------------------- | ---------- | ---------- | ---------- | ---------- | ------- | ----- |
| 1    | 1      | Estats Units · USA 1   | Steve Holcomb Steve Mesler Curtis Tomasevicz Justin Olsen                          | 4.75 50.89 | 4.73 50.86 | 4.77 51.19 | 4.76 51.52 | 3:24.46 | +0.00 |
| 2    | 2      | Alemanya · Alemanya 1  | André Lange Kevin Kuske Alexander Rödiger Martin Putze                             | 4.73 51.14 | 4.70 51.05 | 4.74 51.29 | 4.74 51.36 | 3:24.84 | +0.38 |
| 3    | 7      | Canadà · Canadà 1      | Lyndon Rush David Bissett Lascelles Brown Chris le Bihan                           | 4.78 51.12 | 4.72 51.03 | 4.77 51.24 | 4.76 51.46 | 3:24.85 | +0.39 |
| 4    | 4      | Alemanya · Alemanya 2  | Thomas Florschütz Ronny Listner Andreas Barucha Richard Adjei                      | 4.79 51.14 | 4.76 51.36 | 4.82 51.45 | 4.78 51.63 | 3:25.58 | +1.12 |
| 5    | 10     | Canadà · Canadà 2      | Pierre Lueders Justin Kripps Neville Wright Jesse Lumsden                          | 4.79 51.27 | 4.78 51.29 | 4.81 51.50 | 4.76 51.54 | 3:25.60 | +1.14 |
| 6    | 5      | Suïssa                 | Ivo Rüegg Thomas Lamparter Cedric Grand Beat Hefti                                 | 4.76 51.31 | 4.71 51.13 | 4.77 51.70 | 4.77 51.57 | 3:25.71 | +1.25 |
| 7    | 6      | Alemanya · Alemanya 3  | Karl Angerer Andreas Bredau Alex Mann Gregor Bermbach                              | 4.84 51.18 | 4.79 51.41 | 4.84 51.70 | 4.82 51.77 | 3:26.06 | +1.60 |
| 8    | 11     | Rússia · Rússia 3      | Yevgeni Popov Alexey Kireev Denis Moiseychenkov Andrey Yurkov                      | 4.85 51.49 | 4.81 51.16 | 4.87 51.67 | 4.84 51.81 | 3:26.13 | +1.67 |
| 9    | 19     | Itàlia                 | Simone Bertazzo Danilo Santarsiero Samuele Romanini Mirko Turri                    | 4.91 51.57 | 4.90 51.38 | 4.90 51.62 | 4.86 51.68 | 3:26.25 | +1.79 |
| 9    | 8      | Rússia · Rússia 1      | Dmitry Abramovitch Roman Oreshnikov Sergey Prudnikov Dmitriy Stepushkin            | 4.80 51.32 | 4.76 51.40 | 4.83 51.78 | 4.80 51.75 | 3:26.25 | +1.79 |
| 11   | 12     | Letònia                | Edgars Maskalāns Mihails Arhipovs Raivis Broks Pāvels Tulubjevs                    | 4.87 51.60 | 4.87 51.42 | 4.88 51.85 | 4.82 51.78 | 3:26.65 | +2.19 |
| 12   | 15     | Txèquia · Rep. Txeca 2 | Ivo Danilevič Jan Kobián Jan Stokláska Dominik Suchý                               | 4.92 51.54 | 4.91 51.72 | 4.94 51.76 | 4.90 51.96 | 3:26.98 | +2.52 |
| 13   | 13     | Estats Units · USA 3   | Mike Kohn Nick Cunningham Jamie Moriarty Bill Schuffenhauer                        | 4.86 51.69 | 4.86 51.42 | 4.88 52.10 | 4.85 52.11 | 3:27.32 | +2.86 |
| 14   | 16     | Polònia                | Dawid Kupczyk Michał Zblewski Paweł Mróz Marcin Niewiara                           | 4.87 51.94 | 4.87 51.96 | 4.91 52.35 | 4.89 52.28 | 3:28.53 | +4.07 |
| 15   | 14     | Romania                | Nicolae Istrate Ioan Danut Dovalciuc Ionut Andrei Florin Cezar Craciun             | 4.93 52.05 | 4.90 52.00 | 4.91 52.34 | 4.92 52.50 | 3:28.89 | +4.43 |
| 16   | 25     | Txèquia · Rep. Txeca 2 | Jan Vrba Martin Bohmann Ondřej Kozlovský Miloš Veselý                              | 4.90 52.00 | 4.92 52.09 | 4.90 52.43 | 4.93 52.61 | 3:29.13 | +4.67 |
| 17   | 20     | Regne Unit             | John James Jackson Allyn Condon Dan Money Henry Odili Nwume                        | 4.85 51.53 | 4.85 54.29 | 4.86 52.24 | 4.90 52.15 | 3:30.21 | +5.75 |
| 18   | 24     | Sèrbia                 | Vuk Radjenovic Milos Savic Igor Šarcevic Slobodan Matijevic                        | 5.01 52.37 | 5.08 52.40 | 5.03 52.84 | 5.01 52.74 | 3:30.35 | +5.89 |
| 19   | 22     | Corea del Sud          | Kang Kwang-Bae Lee Jinhee Kim Donghyun Kim Jung-Su                                 | 5.11 52.76 | 5.09 52.53 | 5.13 52.92 | 5.18 52.92 | 3:31.13 | +6.67 |
| 20   | 21     | Croàcia                | Ivan Šola Igor Marić Slaven Krajačić Mate Mezulić (v. 1-2) András Haklits (v. 3-4) | 5.03 52.58 | 5.04 52.69 | 5.17 53.15 | 5.11 53.11 | 3:31.53 | +7.07 |
| 21   | 23     | Japó                   | Hiroshi Suzuki Ryuichi Kobayashi Shinji Doigawa Masaru Miyauchi                    | 5.00 52.09 | 5.03 54.16 | 5.04 52.53 | - -        | 2:38.78 | -     |
| —    | 3      | Estats Units · USA 2   | John Napier Christopher Fogt Steven Langton Charles Berkeley                       | 4.77 51.30 | 4.74 53.41 | -          | -          | -       | -     |
| —    | 9      | Rússia · Rússia 2      | Alexandr Zubkov Filipp Yegorov Petr Moiseev Dmitry Trunenkov                       | 4.78 52.52 | -          | -          | -          | -       | -     |
| —    | 17     | Àustria                | Wolfgang Stampfer Christian Hackl Juergen Mayer Johannes Wipplinger                | 4.96 53.64 | -          | -          | -          | -       | -     |
| —    | 18     | Eslovàquia             | Milan Jagnešák Marcel Lopuchovský Petr Narovec Martin Tešovič                      | 4.97 55.25 | -          | -          | -          | -       | -     |